# Mariyam Ru’ya Ali
Mariyam Ru’ya Ali (Dhivehi މަރިޔަމް ރުޢުޔާ އަލީ; * 16. Juni 2005) ist eine Leichtathletin von den Malediven, die sich auf den Sprint spezialisiert hat und auch im Weitsprung an den Start geht. Aktuell ist sie Inhaberin der Landesrekorde über 100 Meter und im Weitsprung.

## Sportliche Laufbahn
Erste internationale Erfahrungen sammelte Mariyam Ru’ya Ali im Jahr 2022, als sie bei den Commonwealth Games in Birmingham mit 12,80 s in der ersten Runde im 100-Meter-Lauf ausschied. Anschließend belegte sie bei den U18-Asienmeisterschaften in Kuwait in 12,78 s den achten Platz über 200 Meter und schied über 200 Meter mit 26,72 s im Vorlauf aus. Zudem stellte sie im November auf den Malediven mit 5,19 m einen neuen Landesrekord im Weitsprung auf. Im Jahr darauf schied sie bei den Hallenasienmeisterschaften in Astana mit 7,66 s in der Vorrunde im 60-Meter-Lauf aus. Ende September nahm sie an den Asienspielen in Hangzhou teil und schied dort mit 12,43 s im Vorlauf über 100 Meter aus und belegte mit der 4-mal-100-Meter-Staffel in 47,54 s den siebten Platz. 2024 schied sie bei den U20-Weltmeisterschaften in Lima mit 12,47 s in der ersten Runde über 100 Meter aus.
2021 wurde Ali Landesmeisterin im Weitsprung.

## Persönliche Bestzeiten
- 100 Meter: 11,87 s (+1,1 m/s), 25. Mai 2024 in Kingston (Landesrekord)
  - 60 Meter (Halle): 7,66 s, 10. Februar 2023 in Astana
- 200 Meter: 25,11 s (+0,9 m/s), 16. März 2024 in Kingston (nationaler U20-Rekord)
- Weitsprung: 5,19 m (+0,1 m/s), 12. November 2022 in Hulhumalé (Landesrekord)